# Starý Plzenec
Starý Plzenec es una localidad ubicada en el distrito de Ciudad de Pilsen, en la región de Pilsen, República Checa. Tiene una población estimada, a principios del año 2021, de 5171 habitantes.
Está ubicada en el centro de la región, en la cuenca hidrográfica del río Berounka —un afluente izquierdo del río Moldava que, a su vez, lo es del Elba—.